# Philip W. Goetz
Philip W. Goetz (1927) foi editor-executivo da primeira versão da 15ª edição da Encyclopædia Britannica, no período em que Warren E. Peerce foi o editor-chefe.  Foi, também, o editor-chefe da segunda versão da 15ª edição, quando a Britannica passou por uma massiva revisão e reorganização.
Goetz, que se formou na Northwestern University em 1950 e juntou-se à Britannica em 1952, foi editor-chefe da enciclopédia de 1979 a 1991.